# 比利时国防部
国防部（荷蘭語：Ministerie van Defensie）是比利时的一个部门，负责比利时的国家保卫工作，此外还参加各国际和平组织开展的军事任务，代表比利时政府参与国际人道主义任务。目前国防部是比利时各部中唯一一个未从“部”改称为“联邦公共服务部”或“联邦公共规划服务部”的，不过比利时联邦政府网站已将其归类为“联邦公共服务部”。